# KNSB Schaatsweek 2012-2013
De KNSB Schaatsweek 2012-2013 was de tweede editie van dit onderdeel in de cyclus van het schaatsen in Nederland. De Schaatsweek werd van woensdag 26 december 2012 tot en met zondag 6 januari 2013 georganiseerd door de Koninklijke Nederlandsche Schaatsenrijders Bond. In deze week werden meerdere kampioenschappen en kwalificatiewedstrijden afgewerkt. Daarnaast waren er nog andere activiteiten.
Naast de NK allround, de NK sprint en de NK marathon kunstijs werden ook de kwalificatiewedstrijden het tweede deel van de wereldbeker verreden. Nieuw was het eerste NK massastart.

## Tijdschema
| Programma            |         | |
| Datum                | Aanvang | Onderdeel |
| woensdag 26 december | 14:45   | marathon vrouwen (NK kunstijs) marathon mannen (NK kunstijs) |
| zaterdag 29 december |         | 500 meter vrouwen (NK allround) 500 meter mannen (NK allround) 3000 meter vrouwen (NK allround; WB-kwalificatie) 5000 meter mannen (NK allround; WB-kwalificatie) |
| zondag 30 december   |         | 1500 meter vrouwen (NK allround) 1500 meter mannen (NK allround) 5000 meter vrouwen (NK allround) 10.000 meter mannen (NK allround)                               |
| woensdag 2 januari   | 10:30   | 1500 meter vrouwen (WB-kwalificatie) 1500 meter mannen (WB-kwalificatie) massastart vrouwen (NK; WB-kwalificatie) massastart mannen (NK; WB-kwalificatie)         |
| zaterdag 5 januari   |         | 1e 500 meter vrouwen (NK sprint) 1e 500 meter mannen (NK sprint) 1e 1000 meter vrouwen (NK sprint) 1e 1000 meter mannen (NK sprint)                               |
| zondag 6 januari     |         | 2e 500 meter vrouwen (NK sprint) 2e 500 meter mannen (NK sprint) 2e 1000 meter vrouwen (NK sprint) 2e 1000 meter mannen (NK sprint)                               |

## Resultaten

### NK marathon kunstijs
Ingmar Berga en Rixt Meijer wonnen de Nederlandse titels marathon op kunstijs.

### NK allround
Sven Kramer en Jorien ter Mors wonnen de Nederlandse titels allround. Bij de vrouwen besloot kampioene Ter Mors niet mee te doen aan het EK waardoor naast Ireen Wüst, Diane Valkenburg en Linda de Vries ook Antoinette de Jong zich voor de EK in Heerenveen plaatste. Bij de mannen plaatsten naast kampioen Kramer ook Jan Blokhuijsen, Renz Rotteveel en uittredend kampioen Ted-Jan Bloemen zich.

### NK massastart
Arjan Stroetinga en Irene Schouten wonnen de Nederlandse titels massastart. 

### NK sprint
Stefan Groothuis en Marrit Leenstra wonnen de Nederlandse titels sprint. Bij de vrouwen plaatsten naast kampioene Leenstra ook Margot Boer, Laurine van Riessen en Thijsje Oenema zich voor de WK in Salt Lake City. Bij de mannen plaatsten naast kampioen Groothuis ook Michel Mulder, Hein Otterspeer en Mark Tuitert zich.

### Kwalificatiewereldbeker
Naast de al aangewezen Maurice Vriend en Koen Verweij, plaatsten Mark Tuitert, Stefan Groothuis en Sven Kramer zich op de 1500 meter. Bij de vrouwen meldde Ireen Wüst zich ziek af voor de selectiewedstrijd 1500 meter, maar kreeg alsnog een aanwijsplek.
2011-2012 · 
2012-2013 · 
2013-2014